# ديفيد ليتش (صحفي)
ديفيد ليتش (بالإنجليزية: David Leach)‏ هو صحفي أمريكي، ولد في 12 نوفمبر 1945 في آيوا سيتي في الولايات المتحدة.

## وصلات خارجية
- الموقع الرسمي